# Pré-Alpes de Tux
Os Pré-Alpes de Tux - Tuxer Voralpen em alemão - é um maciço montanhoso que faz parte dos Alpes Orientais-Norte na sua secção dos Alpes Xistosos do Tirol e se encontram no Tirol, Áustria. O ponto mais alto é o  Lizumer Reckner com 2.886 m.

## Localização
Os Pré-Alpes  de Tux ficam a Sudoeste de Innsbruck e estão rodeados a Noroeste  pelos Alpes de Kitzbuhel, a Sudoeste pelos Alpes de Zillertal dos Alpes Orientais-Centro da secção alpina dos Alpes Tauern ocidentais, e a Sudoeste pelos Alpes de Stubai da secção dos Alpes Réticos orientais.

## SOIUSA
A Subdivisão Orográfica Internacional Unificada do Sistema Alpino (SOIUSA) dividiu os Alpes em duas grandes Partes: Alpes Ocidentais e Alpes Orientais, separados pela linha formada pelo  Rio Reno - Passo de Spluga - Lago de Como - Lago de Lecco.
Os Alpes xistosos do Tirol são formados pelos Pré-Alpes de Tux e pelos Alpes de Kitzbuhel.

### Classificação  SOIUSA
Segundo a SOIUSA este acidente geográfico é uma Sub-secção alpina com as seguintes características:
- Parte = Alpes Orientais
- Grande sector alpino = Alpes Orientais-Norte
- Secção alpina = Alpes xistosos do Tirol
- Sub-secção alpina =  Pré-Alpes de Tux
- Código = II/B-23.I

## Imagens

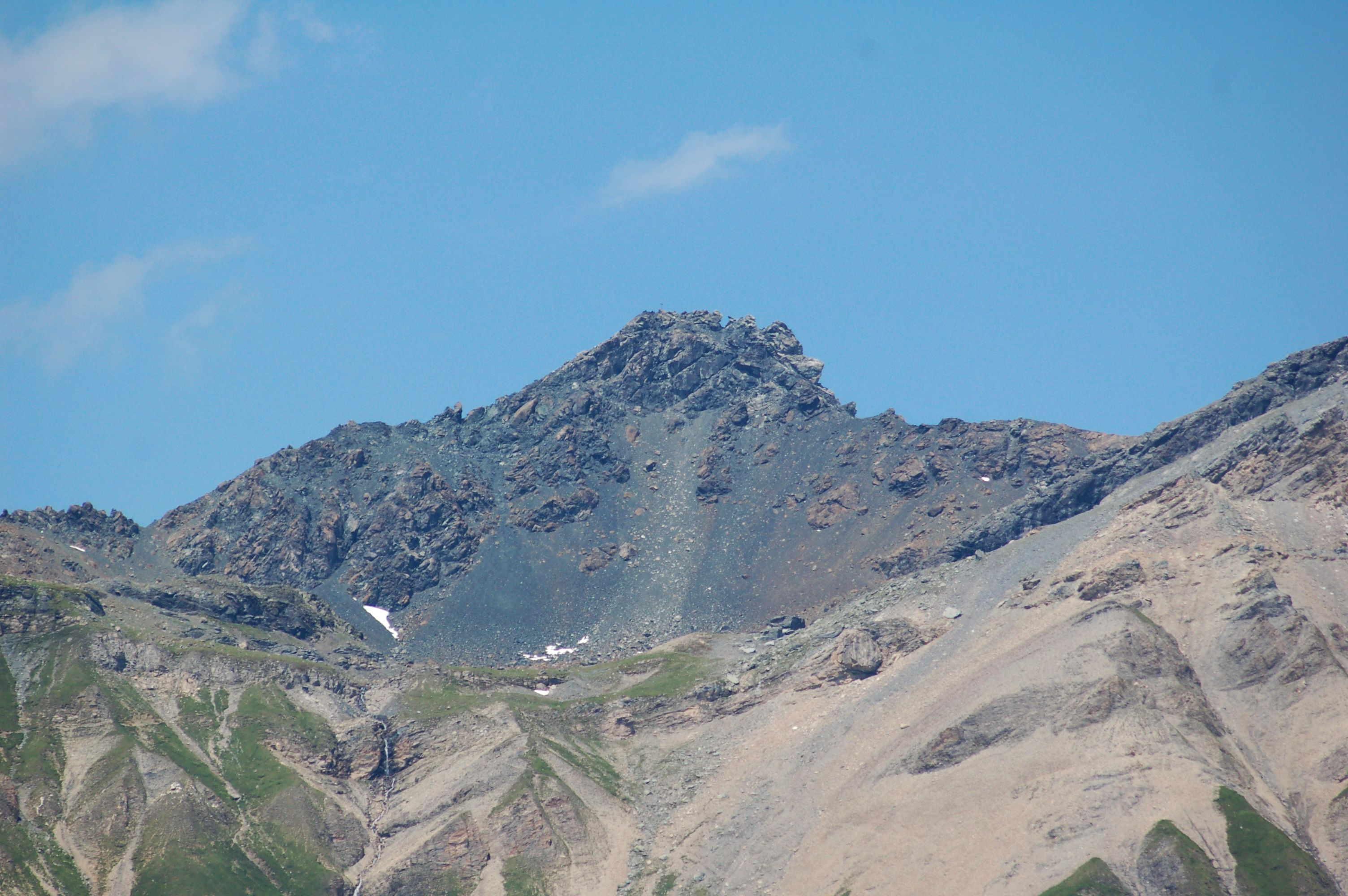
O Lizumer Reckner